# Baar (Baviera)
Baar (ufficialmente Baar (Schwaben), letteralmente: «Baar (Svevia)») è un comune della Baviera, in Germania.

Appartiene al circondario (Landkreis) di Aichach-Friedberg ed è parte della comunità amministrativa (Verwaltungsgemeinschaft) di Pöttmes.